# Karate ai XVII Giochi del Mediterraneo
I tornei di  Karate ai XVII Giochi del Mediterraneo si sono svolti tra il 28 e il 29 giugno 2013 alla Edip Buran Sports Hall a Mersin, in Turchia. Le gare si sono svolte in dieci categorie diverse, di cui cinque maschili e cinque femminili, tutte nel combattimento kumite.

## Calendario
Le gare hanno seguito il seguente calendario:
| ● | Competizioni | ● | Finali |

| Giugno |    |    |    |    |    |    |    |    |    |    |    |    |
| 18     | 19 | 20 | 21 | 22 | 23 | 24 | 25 | 26 | 27 | 28 | 29 | 30 |
|        |    |    |    |    |    |    |    |    |    | ●  | ●  |    |

## Risultati

### Uomini
| Evento                  | Oro                | Argento                 | Bronzo                             |
| fino a 60 kg (dettagli) | Luca Maresca       | Mohamed Ali             | El Mehdi Benrouida Johan Lopes     |
| fino a 67 kg (dettagli) | Ömer Kemaloğlu     | Redouan Koussekssou     | Magdy Mohamed Mohamed Boudis       |
| fino a 75 kg (dettagli) | Serkan Yağcı       | Fernando Moreno Paz     | Luigi Busà Ahmed Solyman           |
| fino a 84 kg (dettagli) | Hany Keshta        | Michail Georgios Tzanos | Nello Maestri Juš Markač           |
| oltre 84 kg (dettagli)  | Stefano Maniscalco | Enes Erkan              | Missipsa Hamadimi Mohanad Mohammed |

### Donne
| Evento                  | Oro                | Argento             | Bronzo                            |
| fino a 50 kg (dettagli) | Serap Özçelik      | Areeg Rashed        | Giorgia Gargano Alexandra Recchia |
| fino a 55 kg (dettagli) | Tuba Yenen         | Lucie Ignace        | Marta Armentia Selene Guglielmi   |
| fino a 61 kg (dettagli) | Giana Lotfy        | Bahar Erşeker       | Laura Pasqua Lucile Breton        |
| fino a 68 kg (dettagli) | Hafsa Şeyda Burucu | Irene Colomar Costa | Alizée Agier Azra Sales           |
| oltre 68 kg (dettagli)  | Meltem Hocaoğlu    | Shymaa Al Sayed     | Nadege Ait Ibrahim Greta Vitelli  |

## Medagliere
| Posizione | Paese    | Oro | Argento | Bronzo | Totale |
| --------- | -------- | --- | ------- | ------ | ------ |
| 1         | Turchia  | 6   | 2       | 0      | 8      |
| 2         | Egitto   | 2   | 3       | 3      | 8      |
| 3         | Italia   | 2   | 0       | 6      | 8      |
| 4         | Spagna   | 0   | 2       | 1      | 3      |
| 5         | Francia  | 0   | 1       | 5      | 6      |
| 6         | Marocco  | 0   | 1       | 1      | 2      |
| 7         | Grecia   | 0   | 1       | 0      | 1      |
| 8         | Algeria  | 0   | 0       | 2      | 2      |
| 9         | Croazia  | 0   | 0       | 1      | 1      |
| 9         | Slovenia | 0   | 0       | 1      | 1      |
| Totale    | Totale   | 10  | 10      | 20     | 40     |